# Dexia montana
Dexia montana är en tvåvingeart som först beskrevs av Baranov 1932.  Dexia montana ingår i släktet Dexia och familjen parasitflugor. Inga underarter finns listade i Catalogue of Life.